# 小花荆芥
小花荆芥（学名：Nepeta micrantha），为唇形科荆芥属下的一个植物种。